# Begonia microsperma
Espèce
Synonymes
- Begonia ficicola Irmsch.[2]

Statut de conservation UICN

 VU B2ab(iii) : Vulnérable
Begonia microsperma est une espèce de plantes de la famille des Begoniaceae. Ce bégonia est originaire du Cameroun, mais c'est une espèce menacée. L'espèce fait partie de la section Loasibegonia. Elle a été décrite en 1897 par Otto Warburg (1859-1938). L'épithète spécifique microsperma signifie « à petites graines ».  

## Répartition géographique
Cette espèce est originaire du Cameroun. Endémique (ou subendémique), assez rare, elle a été collectée sur six sites dans deux régions du Cameroun, le Sud-Ouest et le Sud, notamment dans le parc national de Campo-Ma'an.
Elle aurait également été observée sur un site au Gabon, mais, selon Jean-Michel Onana, l'identification de ce matériel étant incertaine, la présence de l'espèce au Gabon est douteuse. 
Elle a été cultivée dans plusieurs jardins botaniques européens (Berlin, Wageningen).

## Statut de conservation
L'Union internationale pour la conservation de la nature (UICN) a inscrit cette plante en 2015 sur la liste rouge des espèces menacées, avec le niveau vulnérable (VU).  